# Tour of Qatar 2016
Il Tour of Qatar 2016, quindicesima ed ultima edizione della corsa, valido come prova dell'UCI Asia Tour 2016 categoria 2.HC, si è svolto in cinque tappe, dall'8 al 12 febbraio 2016, su un percorso di complessivi 625 km con partenza da Duckan e arrivo a Doha Corniche, in Qatar.
È stato vinto per la seconda volta dal britannico Mark Cavendish, del team Dimension Data, che ha concluso in 13h47'23".

## Percorso
Le quattro tappe in linea vedono per protagonisti soprattutto le ruote veloci, in quanto completamente piatte. 
Al secondo giorno si svolge la tappa in prospettiva più interessante: 135 chilometri con partenza ed arrivo a Doha lungo le strade che assegneranno la maglia iridata nel prossimo ottobre. 
L'unica variazione allo spartito la concede la terza frazione, con l'ormai tradizionale cronometro dentro il circuito automobilistico di Losail; si tratta di 11 chilometri, ovviamente piatti, ma con molte curve e soprattutto l'incognita vento.

## Tappe
| Tappa  | Data        | Percorso                             | km  | Vincitore di tappa   | Leader cl. generale  |
| ------ | ----------- | ------------------------------------ | --- | -------------------- | -------------------- |
| 1ª     | 8 febbraio  | Duckan > Al Khawr Corniche           | 176 | Mark Cavendish       | Mark Cavendish       |
| 2ª     | 9 febbraio  | Doha University > Doha University    | 135 | Alexander Kristoff   | Mark Cavendish       |
| 3ª     | 10 febbraio | Lusail > Lusail (cron. individuale)  | 11  | Edvald Boasson Hagen | Edvald Boasson Hagen |
| 4ª     | 11 febbraio | Al Zubarah Fort > Madinat ash Shamal | 189 | Alexander Kristoff   | Mark Cavendish       |
| 5ª     | 12 febbraio | Sealine Beach Resort > Doha Corniche | 114 | Alexander Kristoff   | Mark Cavendish       |
| Totale | Totale      | Totale                               | 625 |                      |                      |

## Squadre e corridori partecipanti
| N.    | Cod. | Squadra                     |
| ----- | ---- | --------------------------- |
| 1-8   | KAT  | Team Katusha                |
| 11-18 | DDD  | Dimension Data              |
| 21-25 | TGA  | Team Giant-Alpecin          |
| 31-38 | BMC  | BMC Racing Team             |
| 41-48 | BOA  | Bora-Argon 18               |
| 51-58 | FVC  | Fortuneo-Vital Concept      |
| 61-68 | AST  | Astana Pro Team             |
| 71-78 | TSV  | Topsport Vlaanderen-Baloise |
| 81-88 | TLJ  | Team Lotto NL-Jumbo         |

| N.      | Cod. | Squadra                           |
| ------- | ---- | --------------------------------- |
| 91-96   | WGG  | Wanty-Groupe Gobert               |
| 101-107 | DPC  | Drapac Professional Cycling       |
| 111-117 | ALM  | AG2R La Mondiale                  |
| 121-128 | ROP  | Roompot Oranje Peloton            |
| 131-138 | LAM  | Lampre-Merida                     |
| 141-147 | CCC  | CCC Sprandi Polkowice             |
| 151-158 | UHC  | UnitedHealthcare Pro Cycling Team |
| 161-168 | SSG  | Stölting Service Group            |
| 171-178 | SDD  | Skydive Dubai Pro Cycling Team    |

## Dettagli delle tappe

### 1ª tappa
- 8 febbraio: Duckan > Al Khawr Corniche – 176 km

Risultati
| Pos. | Corridore       | Squadra      | Tempo    |
| ---- | --------------- | ------------ | -------- |
| 1    | Mark Cavendish  | Dimension D. | 3h28'46" |
| 2    | Sacha Modolo    | Lampre       | s.t.     |
| 3    | Andrea Guardini | Astana       | s.t.     |

| Pos. | Corridore       | Squadra      | Tempo    |
| ---- | --------------- | ------------ | -------- |
| 1    | Mark Cavendish  | Dimension D. | 3h28'31" |
| 2    | Sacha Modolo    | Lampre       | a 8"     |
| 3    | Andrea Guardini | Astana       | a 11"    |

### 2ª tappa
- 9 febbraio: Doha University > Doha University – 135 km

Risultati
| Pos. | Corridore          | Squadra      | Tempo    |
| ---- | ------------------ | ------------ | -------- |
| 1    | Alexander Kristoff | Katusha      | 3h11'26" |
| 2    | Mark Cavendish     | Dimension D. | s.t.     |
| 3    | Roy Jans           | Wanty        | s.t.     |

| Pos. | Corridore          | Squadra      | Tempo    |
| ---- | ------------------ | ------------ | -------- |
| 1    | Mark Cavendish     | Dimension D. | 6h39'51" |
| 2    | Alexander Kristoff | Katusha      | a 5"     |
| 3    | Sacha Modolo       | Lampre       | a 14"    |

### 3ª tappa
- 10 febbraio: Lusail > Lusail – Cronometro individuale – 172 km

Risultati
| Pos. | Corridore        | Squadra      | Tempo  |
| ---- | ---------------- | ------------ | ------ |
| 1    | E. Boasson Hagen | Dimension D. | 13'26" |
| 2    | Jos van Emden    | Lotto NL     | a 25"  |
| 3    | Manuel Quinziato | BMC          | a 29"  |

| Pos. | Corridore        | Squadra      | Tempo    |
| ---- | ---------------- | ------------ | -------- |
| 1    | E. Boasson Hagen | Dimension D. | 6h53'35" |
| 2    | Mark Cavendish   | Dimension D. | a 26"    |
| 3    | Manuel Quinziato | BMC          | a 32"    |

### 4ª tappa
- 11 febbraio: Al Zubarah Fort > Madinat ash Shamal – 189 km

Risultati
| Pos. | Corridore          | Squadra | Tempo    |
| ---- | ------------------ | ------- | -------- |
| 1    | Alexander Kristoff | Katusha | 3h57'12" |
| 2    | Greg Van Avermaet  | BMC     | s.t.     |
| 3    | Jacopo Guarnieri   | Katusha | s.t.     |

| Pos. | Corridore         | Squadra      | Tempo     |
| ---- | ----------------- | ------------ | --------- |
| 1    | Mark Cavendish    | Dimension D. | 10h51'13" |
| 2    | Greg Van Avermaet | BMC          | a 2"      |
| 3    | Manuel Quinziato  | BMC          | a 6"      |

### 5ª tappa
- 12 febbraio: Sealine Beach Resort > Doha Corniche – 114 km

Risultati
| Pos. | Corridore          | Squadra      | Tempo    |
| ---- | ------------------ | ------------ | -------- |
| 1    | Alexander Kristoff | Katusha      | 2h56'16" |
| 2    | Mark Cavendish     | Dimension D. | s.t.     |
| 3    | Roy Jans           | Wanty        | s.t.     |

| Pos. | Corridore          | Squadra      | Tempo     |
| ---- | ------------------ | ------------ | --------- |
| 1    | Mark Cavendish     | Dimension D. | 13h47'23" |
| 2    | Alexander Kristoff | Katusha      | a 5"      |
| 3    | Greg Van Avermaet  | BMC          | a 8"      |

## Evoluzione delle classifiche
| Tappa              | Vincitore            | Classifica generale Maglia oro | Classifica a punti Maglia argento | Classifica giovani Maglia bianco perla | Classifica a squadre |
| ------------------ | -------------------- | ------------------------------ | --------------------------------- | -------------------------------------- | -------------------- |
| 1ª                 | Mark Cavendish       | Mark Cavendish                 | Mark Cavendish                    | Søren Kragh Andersen                   | BMC Racing Team      |
| 2ª                 | Alexander Kristoff   | Mark Cavendish                 | Mark Cavendish                    | Sven Erik Bystrøm                      | Team Katusha         |
| 3ª                 | Edvald Boasson Hagen | Edvald Boasson Hagen           | Mark Cavendish                    | Søren Kragh Andersen                   | BMC Racing Team      |
| 4ª                 | Alexander Kristoff   | Mark Cavendish                 | Alexander Kristoff                | Søren Kragh Andersen                   | BMC Racing Team      |
| 5ª                 | Alexander Kristoff   | Mark Cavendish                 | Alexander Kristoff                | Søren Kragh Andersen                   | BMC Racing Team      |
| Classifiche finali | Classifiche finali   | Mark Cavendish                 | Alexander Kristoff                | Søren Kragh Andersen                   | BMC Racing Team      |

## Classifiche finali

### Classifica generale - Maglia oro
| Pos. | Corridore          | Squadra       | Tempo     |
| ---- | ------------------ | ------------- | --------- |
| 1    | Mark Cavendish     | Dimension     | 13h47'23" |
| 2    | Alexander Kristoff | Katusha       | a 5"      |
| 3    | Greg Van Avermaet  | BMC           | a 8"      |
| 4    | Manuel Quinziato   | BMC           | a 12"     |
| 5    | E. Boasson Hagen   | Dimension D.  | a 25"     |
| 6    | S. Kragh Andersen  | Giant-Alpecin | a 36"     |
| 7    | Sam Bennett        | Bora          | a 47"     |
| 8    | Sven Erik Bystrøm  | Katusha       | a 55"     |
| 9    | V. Kuznetsov       | Katusha       | a 56"     |
| 10   | Michael Schär      | BMC           | a 1'04"   |

### Classifica a punti - Maglia argento
| Pos. | Corridore          | Squadra      | Punti |
| ---- | ------------------ | ------------ | ----- |
| 1    | Alexander Kristoff | Katusha      | 57    |
| 2    | Mark Cavendish     | Dimension D. | 54    |
| 3    | E. Boasson Hagen   | Dimension D. | 32    |
| 4    | Greg Van Avermaet  | BMC          | 31    |
| 5    | Sacha Modolo       | BMC          | 23    |

### Classifica giovani - Maglia bianco perla
| Pos. | Corridore         | Squadra        | Punti     |
| ---- | ----------------- | -------------- | --------- |
| 1    | S. K. Andersen    | Giant-Alpecin  | 13h47'59" |
| 2    | Sven Erik Bystrøm | Katusha        | a 19"     |
| 3    | Moreno Hofland    | Lotto NL       | a 2'12"   |
| 4    | Nils Politt       | Katusha        | a 2'44"   |
| 5    | Daniel Heaton     | UnitedHealthc. | a 3'02"   |

### Classifica a squadre
| Pos. | Squadra         | Tempo     |
| ---- | --------------- | --------- |
| 1    | BMC Racing Team | 41h23'15" |
| 2    | Team Katusha    | a 57"     |
| 3    | Bora-Argon 18   | a 2'03"   |
| 4    | Dimension Data  | a 4'03"   |
| 5    | Astana Pro Team | a 6'17"   |